# Andrea Della Valle (imprenditore)
Andrea Della Valle (Sant'Elpidio a Mare, 26 settembre 1965) è un imprenditore italiano.

## Biografia
Andrea Della Valle è Vice-Presidente ed Amministratore Delegato della società Tod's S.p.A., di cui detiene, direttamente ed indirettamente, il 25% circa del capitale. La Tod's S.p.A, con i marchi Tod's, Roger Vivier, Hogan e Fay, ha sostenuto il costo per il restauro del Colosseo a Roma.
Attraverso società finanziarie di famiglia, insieme al fratello Diego Della Valle, è socio al 7,6% di RCS MediaGroup S.p.A., al 5,5% di Piaggio & C. S.p.A., allo 0,5% di Mediobanca S.p.A., al 6,9% di Bialetti Industrie S.p.A., al 40% circa di Italian Entertainment Group S.p.A. (Cinecittà) ed al 6% di Marcolin S.p.A.. Andrea Della Valle possiede inoltre una partecipazione del 10% in Poligrafici Editoriale S.p.A..
Dal 2004, a seguito dell'acquisizione della società da parte della famiglia Della Valle, è stato presidente della ACF Fiorentina fino al 24 settembre 2009 e Presidente onorario fino al 6 giugno 2019, quando la società è stata ceduta all'imprenditore italo-americano Rocco Commisso.
A partire dal marzo 2011, assieme al fratello Diego, è stato inserito da Forbes nella classifica degli uomini più ricchi al mondo, con un patrimonio di 1,2 miliardi di dollari. Nel 2018, sempre per la rivista Forbes, è il 1756° uomo più ricco del mondo (38º in Italia) con un patrimonio di 1,3 miliardi di dollari.
Indagato dal 2016 per evasione fiscale e false fatturazioni riguardo la compravendita di giocatori, nel novembre del 2022 i PM chiedono l'assoluzione per lui e altri dirigenti, richiesta che viene accolta nel marzo del 2023 dal Tribunale di Napoli.